# Len Sassaman

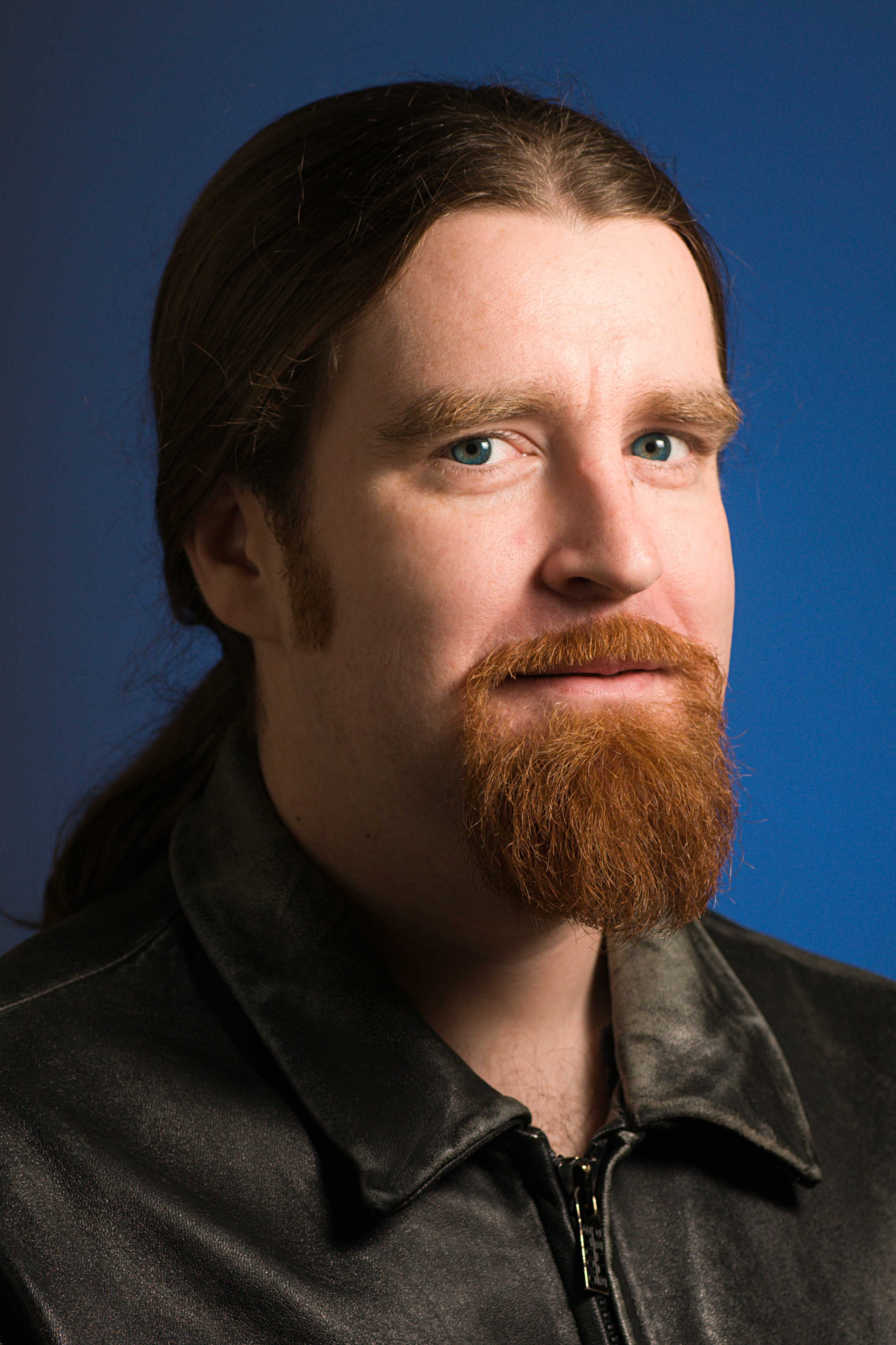
Len Sassaman auf dem 27C3

Len Sassaman (* 9. April 1980 in Pottstown, Pennsylvania, Vereinigte Staaten; † 3. Juli 2011 in Löwen, Belgien) war ein Programmierer, Hacker und IT-Security-Experte. Er pflegte unter anderem das Mixmaster-Projekt.

## Arbeit
Sassaman war Doktorand an der Katholieke Universiteit Leuven in Belgien als Wissenschaftler der Computer Security and Industrial Cryptography Research Group, welcher auch Bart Preneel angehört. Er stand außerdem in engem Kontakt mit David Chaum. Weit über den akademischen Bereich war er ein bekannter Cypherpunk, Kryptograph und Verfechter der Privatsphäre.
2002 gründete er mit seinem damaligen Zimmergenossen Bram Cohen die CodeCon (Code Convention) als günstige Alternative zu großen Hackerkonferenzen wie der H.O.P.E. oder DEFCON, da ihm damals „selbst das Geld zum Essen fehlte, geschweige denn, zu teuren Konferenzen zu gehen“.
Er arbeitete weiterhin für Network Associates an der PGP-Verschlüsselungs-Software sowie der quelloffenen Alternative OpenPGP, GNU Privacy Guard, war Mitglied der Shmoo Group (Rainbow Tables) und hielt regelmäßig Vorträge auf der Hacker-Konferenz DEFCON. Zu einer seiner bekanntesten Entdeckungen gehören gemeinsam mit Dan Kaminsky und seiner Frau, Meredith Patterson, die Schwachstellen in X.509-Zertifikaten. Mit dem bekannten Kryptologen Phil Zimmermann entwarf er das Zimmermann–Sassaman key-signing protocol.
Es gibt Anhaltspunkte, dass Sassaman unter dem Pseudonym Satoshi Nakamoto die bekannte Kryptowährung Bitcoin erfunden haben könnte. Satoshi Nakamoto veröffentlichte seine letzte Nachricht zwei Monate vor Sassamans Tod. Weiterhin nutzte Sassaman in seinen Tweets das gleiche britische Englisch wie Satoshi Nakamoto. Sein Nachruf wurde in die Blockchain eingebettet, wodurch sich Verbindungen zu den anderen Bitcoin-Entwicklern bestätigen lassen.

## Privatleben
Am 11. Februar 2006 machte er seiner Freundin Meredith L. Patterson nach ihrem Vortrag auf der fünften CodeCon öffentlich einen Heiratsantrag. Sie arbeiteten auch beruflich z. B. am OLPC (Bitfrost) Projekt zusammen. Sassaman starb am 3. Juli 2011 durch Suizid. Seiner Frau zufolge litt er an schweren Depressionen.